# Cnidoscolus texanus
Cnidoscolus texanus là một loài thực vật có hoa trong họ Đại kích. Loài này được (Müll.Arg.) Small mô tả khoa học đầu tiên năm 1903.